# Северо-западный диалект корейского языка
Северо-западный, или пхеньянский диалект (кит. 西北方言, кор. 서북 방언/평안도 사투리), — диалект корейского языка, на котором говорят в Пхеньяне, Нампхо, Южном Пхёнане, Северном Пхёнане и Чагандо. Так как на нём также говорят в провинции Квансо, этот диалект иногда называется диалектом Квансо.

## Фонема

### Чамо
Имеет 8 гласных (이, 에, 애, 으, 어, 아, 우, 오). По сравнению с другими диалектами «어» чаще всего произносится как «오». Произношение согласных схоже с центральным диалектом, но есть различия в 'ㅈ·ㅊ' : в центральном диалекте эти согласные относятся к палатальным, в Северо-западном диалекте к альвеолярным. Поскольку в этом диалекте, наряду с другими западными диалектами Центральным диалектом и юго-западным диалектом, некоторые гласные произносятся по-другому, значение слов может быть не ясно. Двойные гласные '위, 왜, 워, 와' обычно произносятся как обычно, однако «야, 여, 요, 유» и другие иногда произносятся после согласных как «아, 어, 오, 우», например: 차포[차표]. В первом слоге слова «외» обычно произносится как «으», и как «이» в остальных слогах, например: 희생 [흐생], 회의[홰이]. В центральном же диалекте '외' нетипично, оно соответствует '왜'.

### Отсутствие палатализации
Палатализации нет не только в 'ㄷ', но и в первых логах с 'ㄱ' и 'ㅎ' тоже.
- Примеры:[1]

더기 누구레 옴무다(저기 누가 옵니다).
돟은 소식을 우테부레 가제와시요(좋은 소식을 우체부가 가져왔어요).
발쎄 덤심시간이가?(벌써 점심시간이냐?)
딜그릇이 떨어데서 깨데시요(질그릇이 떨어져 깨졌어요).
둥매비(中媒婢) 덕분에 당개가게 돼시요(중매장이 덕분에 장가가게 됐어요).
아츰마당 테조를 하디요(아침마다 체조를 하지요).

### Отсутствие чередования 으 на 이 перед буквами ㅅ, ㅆ, ㅈ, ㅊ
После букв 'ㅅ·ㅈ·ㅊ' чередование не проявляется
- Примеры:[1]

슬건(실컷) 놀아봐라.
산에 즘성이 줄엇다(줄었다).
승겁게(싱겁게) 먹는게 건강에 돟댄다.
길이 즐어서(질어서) 가기가 나쁘다.
눈을 츠디(치지) 않아서 길이 미끄럽다.
츩(칡) 넝쿨이 낭게(나무에) 얼켓다(얽혔다).
아츰(아침)에 신문이 안 와시요(왔어요).

### Ассимиляция (Правило двух согласных)
В северо-западном диалекте 'ㄴ', стоящая вначале первого слога слова, перед такими гласными как '이·야·여·요·유·에' произносится как '이' или 'j' .
- Пример: 닐굽 (일곱)

В словах китайского происхождения 'ㄹ', стоящая вначале первого слога слова, произносится как 'ㄴ'
- Пример: 뉴행, 노동.

#### Спряжение субстантива
В предикативах спряжение неправильных форм 'ㄷ,ㅂ,ㅅ' сохраняется. Однако для этого диалекта характерно, что глагол '듣다' (слушать) имеет правильное спряжение 'ㄷ'. Пример: 듣다, 드드니 (들으니)
Если в конце именной части речи или основы предикатива есть группа согласных 'ㄺ' или 'ㄼ', то они произносятся с опусканием 'ㄱ' или 'ㅂ'. Пример: 흘 (흙), 발찌만 (밟지만), 널따 (넓다).

## Грамматика

### Постфикс
В именительном падеже используется '-가','-레', '-래'. '-레' и '-래' могут быть использованы как окончания именительного падежа, также как и окончание '-가' стандартного корейского языка.
Окончание, которое служит в роли союза, выражается только при помощи '-과'. Пример: 친구과 얘기 좀 햇수다 (친구와 이야기 좀 했습니다)
시제를 나타내는 선어말어미

### Суффикс времени
Прошлое обозначается суффиксами '-앗-', '-엇-', а также '-댓-' и '-더랫-'. Для обозначения будущего используется '-갓-'.

### Окончание
В повествовательных предложениях в неуважительной форме речи используются окончания '-다', '-은/는다'. В нейтральной форме речи '음/슴메', -소/Ø웨'. В уважительной форме речи '-우/수다', '-음/슴네다', '-소/Ø와요'.
В вопросительных предложениях в неуважительной форме речи используются окончания '-니', '-너니'. В нейтральной форме речи '-음마', '-소와'. В уважительной форме речи '-음/슴네까', '-Ø/소와요'.
В повелительных предложениях в неуважительной форме речи используется окончание '-라우'. В уважительной форме речи '-라요'.
В уважительно побудительных предложениях используются '-ㅂ세다' и '-ㅂ수다' окончания.

## Лексика
Лексика часто соответствует стандартному языку (диалекту Кёнги). Однако существует множество случаев, когда у одного и того же слова значение совершенно отличное, к примеру, слово «싸다» в стандартном языке используется в значении «невысокой стоимости, недорогой», в этом диалекте же в значении «дорогостоящий».
Вдобавок между Северо-Пхеньянским диалектом и Южно—Пхеньянским диалектом есть различия в виде фонемных особенностей и уникальных выражений. Так, в Северо-Пхеньянском диалекте часто встречается лексика, схожая с Хамгёнским диалектом. А в Южно-Пхеньянском диалекте в некоторых случаях буква 'ㄴ', стоящая в начале слова, может не произноситься.